# Мелек (округ Нітра)
Мелек (словац. Melek) — село, громада округу Нітра, Нітранський край. Кадастрова площа громади — 6.2 км².
Населення 482 особи (станом на 31 грудня 2018 року).

## Історія
Мелек згадується 1337 року.

## Населення
| Рік:            | 1994. | 2004.   | 2014.   | 2024.    |
| --------------- | ----- | ------- | ------- | -------- |
| Кількість осіб: | 433   | 454     | 453     | 562      |
| Різниця:        |       | +4,84 % | -0,22 % | +24,06 % |

| Рік:            | 2023. | 2024.   |
| --------------- | ----- | ------- |
| Кількість осіб: | 564   | 562     |
| Різниця:        |       | -0,35 % |